# Galaxy SOHO
Galaxy SOHO è un complesso di edifici situati a Pechino, in Cina (costruiti dal 2008 al 2012) utilizzati come uffici e centro commerciale nel centro della capitale cinese, che occupa una superficie totale di 332.857 metri quadrati, composto da quattro diversi torri dalla forma ovoidale con tetto in vetro uniti tra loro da cortili ispirati alla tradizione cinese composti da numerosi passaggi curvi su diversi livelli. L'altezza massima misura 67 metri, con ogni torre che ha al suo interno 15 piani, di cui 12 adibiti per gli uffici e 3 per usi commerciali.
Realizzata dall'architetto Zaha Hadid, la quale ha dichiarato sull'edificio che "gli spazi interni seguono la stessa coerente logica formale della continua curvilinearità". Il complesso, come la maggior parte degli edifici realizzati dall'archistar irachena, dà l'impressione che ogni parte di essi sia in movimento.